# Пизанский университет
Пизанский университет (итал. Università di Pisa) — учебное заведение в городе Пиза (Тоскана, Италия), один из старейших университетов Европы, чья история прослеживается с XI века. Статус университета получил 3 сентября 1343 года. Общее число студентов: около 57 000, количество факультетов: 11.
Пизанский университет входит в Пизанскую университетскую систему (итал. Sistema Universitario Pisano), которая в настоящий момент включает 3 учебных заведения, в том числе самую престижную в Италии Высшую нормальную школу.

## История
Пизанский университет был учреждён декретом Папы Климента VI 3 сентября 1343 года на базе школ, существующих в Пизе с XI столетия. В момент основания преподавались теология, гражданское право, каноническое право и медицина.
В 1403 году, после захвата города Флоренцией, университет прекратил работу. В 1473 году, стараниями Лоренцо Медичи, обучение возобновилось и расширилось. Вскоре, однако, последовали новые войны и мятежи; в 1494 году университет был эвакуирован, размещался в разных городах Италии и лишь в 1543 году, при Козимо I, вернулся в Пизу. В 1545 году герцог Козимо утвердил университетский устав.
К концу XVI века Пизанский университет, при щедрой поддержке тосканских герцогов Медичи, становится одним из самых авторитетных учебных заведений Европы, особенно в области права и медицины. В 1544 году при университете Козимо I был учреждён старейший в Европе академический ботанический сад (который оспаривает у Падуанского право называться старейшим в мире), построена обсерватория, собрана богатейшая библиотека, увеличилось число кафедр (включая математику, естественные науки, химию и др.).
В числе знаменитых студентов университета был местный уроженец Галилео Галилей; с 1589 по 1592 годы Галилей был профессором математики Пизанского университета. Позже, с 1610 года и до конца жизни, Галилей по указу герцога вновь был зачислен на эту должность, но без обязанности преподавать.
После осуждения Галилея итальянская научная школа приходит в упадок. Возрождение её было связано с наполеоновскими реформами, и особенно с объединением Италии. В 1839 году в Пизе прошёл Первый конгресс учёных Италии, а в университете появляется первая в мире кафедра сельского хозяйства. После объединения Италии Пизанский университет вновь становится передовым и престижным учебным заведением страны.
В XX веке число факультетов и кафедр было значительно увеличено: появились экономика, лингвистика, фармацевтика, политика, литература и др.

## Современное состояние
Пизанский университет состоит из 11 факультетов и 57 отделений:
- Ветеринария
- Инженерия
- Иностранные языки и литература
- Математика и Естественные науки
- Медицина и Хирургия
- Политические науки
- Право
- Сельское хозяйство
- Экономика
- Фармацевтика
- Философия

Помимо этих подразделений, университет включает крупные научно-исследовательские центры по сельскому хозяйству, астрофизике, вычислительной математике, инженерии, медицине и ветеринарии.
Корпуса университета рассеяны по городу, преимущественно по его центральной части.
Официальный храм университета — церковь Святого Фредиана в романском стиле.
В 2021 году был открыт филиал в Ташкенте по направлению «Общая геология». 

## Известные студенты и сотрудники
См. также: Категория:Персоналии:Пизанский университет.
- Амато, Джулиано, политик
- Артом, Исаак, сенатор, гл. секретарь Кавура
- Беккари, Одоардо, ботаник
- Беллини, Лоренцо, анатом, физиолог, поэт, личный врач Козимо III Медичи
- Бельтрами, Эудженио, математик
- Бонаини, Франческо, преподаватель римского права
- Борджиа, Чезаре, воевода и кардинал
- Борелли, Джованни Альфонсо, физик
- Бочелли, Андреа, оперный певец
- Буонарроти, Филиппо, революционер
- Везалий, Андреас, анатом
- Вольтерра, Вито, математик
- Галилей, Галилео, физик
- Д’Анкона, Алессандро, писатель и критик
- Д'Овидио, Франческо, филолог
- Донати, Чезаре, писатель и журналист
- Кавальери, Бонавентура, математик
- Кастелли, Бенедетто, физик
- Климент IX, папа римский
- Климент XII, папа римский
- Мальпиги, Марчелло, биолог и врач
- Моссотти, Оттавиано Фабрицио, физик, математик и астроном
- Поццо ди Борго, Карл Осипович, российский дипломат и государственный деятель
- Риччи-Курбастро, Грегорио, математик
- Романо, Санти, политик, юрист, преподаватель
- Сальваньоли, Винченцо, сенатор, политик
- Тринкезе, Сальваторе, малаколог
- Ферми, Энрико, физик
- Феррара, Франческо, сенатор, экономист, глава минфина Италии.
- Чезальпино, Андреа, врач